# Stazione di Rikuchū-Orii
La stazione di Rikuchū-Orii (陸中折居駅?, Rikuchū-Orii-eki) è una fermata ferroviaria situata nel distretto di Mizusawa-ku appartenente alla città di Ōshū, nella prefettura di Iwate, ed è servita dalla linea principale Tōhoku della JR East.

## Linee ferroviarie
East Japan Railway Company
■ Linea principale Tōhoku

## Struttura
La fermata è costituita da due marciapiedi laterali collegati da sovrappassaggio con due binari passanti. La biglietteria è aperta dalle 6:50 alle 16:30.
| 1 | ■ Linea principale Tōhoku | per Kitakami e Morioka          |
| 2 | ■ Linea principale Tōhoku | per Ichinoseki, Kogota e Sendai |

## Stazioni adiacenti
| «                       | Servizio                | »                       |
| Linea principale Tōhoku | Linea principale Tōhoku | Linea principale Tōhoku |
| ----------------------- | ----------------------- | ----------------------- |
| Maesawa                 | Locale                  | Mizusawa                |